# عطلة عائلة جونسون
عطلة عائلة جونسون (بالإنجليزية: Johnson Family Vacation) هو فيلم كوميدي تم إنتاجه في الولايات المتحدة وصدر سنة 2004 بطولة باو واو وسيدريك ذا انترتينر وفانيسا ويليامز.

## القصة
حان الموعد السنوي لعطلة عائلة جونسون التي يلتئم فيها شملهم، وهى العطلة التي تتطلب منهم السفر على الطريق متوجهين إلى ميزورى، حيث يصطحب نايت زوجته وابنه الراغب في أن يكون مغني راب، وابنته المراهقة التي تعتبر نفسها «لوليتا» الجديدة.

## الميزانية والإيرادات
كلف الفيلم 12 مليون دولار وحقق أرباح تقدر بـ 31.5 مليون دولار.

## روابط خارجية
- عطلة عائلة جونسون على موقع IMDb (الإنجليزية)
- عطلة عائلة جونسون على موقع ميتاكريتيك (الإنجليزية)
- عطلة عائلة جونسون على موقع روتن توميتوز (الإنجليزية)
- عطلة عائلة جونسون على موقع نتفليكس (الإنجليزية)
- عطلة عائلة جونسون على موقع قاعدة بيانات الأفلام العربية
- عطلة عائلة جونسون على موقع ألو سيني (الفرنسية)
- عطلة عائلة جونسون على موقع Turner Classic Movies (الإنجليزية)
- عطلة عائلة جونسون على موقع أول موفي (الإنجليزية)
- عطلة عائلة جونسون على موقع بوكس أوفيس موجو (الإنجليزية)
- عطلة عائلة جونسون على موقع فيلمافينيتي (الإسبانية)